# Caín (película)
 Caín  es una película dramática colombiana de 1984 dirigida por Gustavo Nieto Roa. Está basada en la novela homónima escrita por Eduardo Caballero Calderón. La película sigue la historia bíblica de Caín y Abel y se traslada al campo colombiano en la década de 1960, entre el auge del Bandolerismo y el inicio del Conflicto Armado.

## Sinopsis
Don Polo, un rico e influyente terrateniente, tiene un solo hijo legítimo, Abel, quien es mimado, tímido e ingenuo. El hijo mayor de Don Polo, Martín, nació de una relación con Dionisia, el ama de llaves de su granja. Martín y Abel han crecido juntos pero en circunstancias muy diferentes. Martín no ha sido tratado como un hijo, sino como cualquier otro campesino de la granja. A pesar de estas diferencias, los dos hermanos han tenido una buena relación en la que el mayor y más experimentado Martín mantiene la ventaja. Su amistad se rompe con la llegada de Margarita, una hermosa joven de una familia aristocrática. Ambos hermanos se sienten atraídos por la dulce y coqueta Margarita y ella se debate entre el amor de los dos.

## Reparto
- Armando Gutiérrez es Martín.
- Marta Liliana Ruíz es Margarita.
- Jorge Emilio Salazar es Abel.
- Adolfo Blum es Don Polo.
- Carmenza Gómez es Dionisia.
- Sebastián Ospina es Pedro Palos.
- Luis Eduardo Arango es el doctorcito.
- Martha Stella Calle es Ángela.
- Mario Sastre es el padre Hoyos.
- Martha Suárez es la guerrillera.